# Acropogon austrocaledonicus
Acropogon austrocaledonicus är en malvaväxtart som först beskrevs av J.D. Hook., och fick sitt nu gällande namn av P. Morat. Acropogon austrocaledonicus ingår i släktet Acropogon och familjen malvaväxter. Inga underarter finns listade i Catalogue of Life.